# 37-es busz (Székesfehérvár)
A székesfehérvári helyi 37-es jelzésű autóbusz az Alba Aréna – Kórház, Rendelőintézet – Vasútállomás – Autóbusz-állomás – Opole tér – Kőrösi utca – Opole tér – Autóbusz-állomás – Vasútállomás – Kórház, Rendelőintézet – Alba Aréna útvonalon közlekedik. Északi végén a 16-os busszal együtt hurokjáratként Feketehegyet és Szárazrétet szolgálja ki, így közvetlen összeköttetést biztosít a belvárossal, a vasútállomással, a kórházzal és az Alba Ipari Zónával. A viszonylatot a MÁV Személyszállítási Zrt. üzemelteti.
Ezen a vonalon – a vonalnak a Farkasvermi úti vasúti kereszteződésében – történt 1982. szeptember 9-én a 16 halálos áldozattal járó szárazréti autóbusz-baleset.

## Története
1976-ban hozták létre a nagy vonalhálózat-átalakítás során. Akkor az ÁFOR-ig (mai MOL) közlekedett. Később a végállomását a mai Sajó utca / Farkasvermi utca megállóhoz helyezték át, majd 2009. augusztus 17-én hurokjárattá alakult a vonal. A Sajó utca és Rába utca felújítása lehetővé tette, hogy autóbusz közlekedhessen rajta, így egy hurok létesült ami visszakanyarodik a Vasútállomás irányába, ezzel jobban kiszolgálva Feketehegy lakosságát. Az Új Rába utca megépítésével a 37-es busz a városrész legnyugatibb részére – a Kőrösi utcához – betérve is fel tudja venni az utasokat, amelyet naponta nyolcszor tesz meg.
2014. június 28-án megszűnt a korábban iskolai előadási napokon közlekedő, a 7:30-kor induló Vasútállomás–SZKG (ma Opole tér) menet, illetve a 13:35 és 14:25-kor közlekedő Opole tér–Vasútállomás csonkamenet is. Egy szintén ehhez a dátumhoz kapcsolódó módosítás a munkanapokon 4:40-kor és 4:55 órakor induló járatok 10 perccel korábbi, azaz 4:30-kor és 4:45 órakor történő közlekedtetése, így ezen első járat közlekedésével a város legkorábban induló autóbuszvonalává vált egyben. 
2024. április 2.-ától összevonásra került a régi 13-as busszal, így útvonala a vasútállomástól meghosszabbodott a Seregélyesi úton át az Alba Ipari Zóna területén épített Alba Arénáig, a kórházhoz való betéréssel, ahol némely járatok végállomásoznak is. Az összes járat érinti a Kőrösi utcát, valamint Feketehegyen is került kijelölésre végállomása a hurok megtétele után/előtt az Opole téren.

## Útvonala
| Alba Aréna → Kórház, Rendelőintézet → Vasútállomás → Autóbusz-állomás → Kőrösi utca → Autóbusz-állomás → Vasútállomás → Kórház, Rendelőintézet → Alba Aréna | Alba Aréna → Kórház, Rendelőintézet → Vasútállomás → Autóbusz-állomás → Kőrösi utca → Autóbusz-állomás → Vasútállomás → Kórház, Rendelőintézet → Alba Aréna |
| --- | --- |
| Alba Aréna vá. – Málna utca – Mályva utca – Berkenye utca – Rozmaring utca – Levendula utca – Repkény utca – Seregélyesi út – Mártírok útja – Madách Imre utca – Mártírok útja – Béke tér – Prohászka Ottokár út – Horvát István utca – Széchenyi utca – Vörösmarty tér – Piac tér – Palotai út – Farkasvermi utca – Sajó utca – Rába utca – Pityer utca – Farkasvermi utca – Palotai út – Piac tér – Vörösmarty tér – Széchenyi utca – Horvát István utca – Prohászka Ottokár út – Béke tér – Mártírok útja – Madách Imre utca – Mártírok útja – Seregélyesi út – Repkény utca – Levendula utca – Rozmaring utca – Berkenye utca – Mályva utca – Málna utca – Kamilla utca – Komló utca – Alba Aréna vá. | |

## Megállóhelyei
| 0  | Vasútállomás végállomás        | 46 | 13, 13A, 13G, 13Y, 20, 30, 31, 31E, 32, 33, 34, 35, 36, 38, 40, 41, 43, 44 7315, 7398, 8010, 8011, 8013, 8082, 8086, 8092, 8093, 8624 S30 G30 Z30 S34 S35 G43 S150 S440 S450 IC, sebesvonat, gyorsvonat, expresszvonat | Vasútállomás, Vasvári Pál Gimnázium, Kodály Zoltán Általános Iskola és Gimnázium  |
| 2  | Prohászka Ottokár templom      | 44 | 13, 13A, 20, 33, 34, 35, 36, 38, 40, 41, 43, 44 | Prohászka Ottokár-emléktemplom, Vörösmarty Mihály Művelődési Ház                  |
| 5  | Református Általános Iskola    | 41 | 11, 11A, 11G, 12, 12A, 12Y, 13, 13A, 13G, 13Y, 15, 15Y, 22, 23, 23E, 24, 25, 26, 26A, 36, 38, 40, 41, 43, 44 | Református templom, Talentum Református Általános Iskola, József Attila Kollégium |
| 7  | Autóbusz-állomás               | 39 | 10, 11, 11A, 12, 12A, 12Y, 13, 13A, 13G, 13Y, 14, 14G, 15, 15Y, 26, 26A, 26G, 27, 36, 38, 40, 41, 42, 43, 44 707, 718, 747, 748, 749, 750, 751, 757, 758, 759, 8000, 8001, 8002, 8010, 8011, 8013, 8030, 8032, 8033, 8035, 8037, 8039, 8040, 8046, 8047, 8048, 8049, 8050, 8055, 8060, 8062, 8065, 8066, 8067, 8068, 8069, 8070, 8078, 8080, 8086, 8090, 8092, 8093, 8095, 8096, 8097, 8098, 8099 1172, 1173, 1174, 1204, 1205, 1215, 1229, 1507, 1510, 1512, 1529, 1563, 1706, 1707, 1734, 1758, 1803, 1808, 1809, 1822, 1823, 1824, 1826, 1840, 1841, 1842, 1843, 1844, 1845, 1853 | Autóbusz-állomás, Alba Plaza, Belváros                                            |
| 9  | György Oszkár tér              | 37 | 10, 11, 12, 13, 14, 17, 26, 26A, 26G, 27, 36, 38 | Vasvári Pál Általános Iskola                                                      |
| 11 | Szent Gellért utca             | 35 | 10, 12, 14, 17, 30, 36 8080, 8086 | Csitáry G. Emil Uszoda és Strand                                                  |
| 13 | Hosszú temető                  | 33 | 30, 36 8080, 8086 | Hosszú temető                                                                     |
| 15 | Hármashíd                      | 31 | 30, 36 |                                                                                   |
| 16 | Szárazréti Közösségi Központ   | 30 | 30 | Vörösmarty Mihály Általános Iskola Farkasvermi Úti Tagiskolája                    |
| 17 | Opole tér                      | 29 | 30 |                                                                                   |
| 18 | Száva utca / Farkasvermi utca  | 28 | 30 |                                                                                   |
| 19 | Pityer utca / Farkasvermi utca | 27 | 30 | MOL Magyar Olaj- és Gázipari Nyrt.                                                |
| ∫  | Pityer utca / Rába utca        | 26 | 30 |                                                                                   |
| ∫  | Bébic utca / Rába utca         | 25 | 30 |                                                                                   |
| ∫  | Sajó utca / Rába utca          | 24 | 30 |                                                                                   |
|    | Kőrösi utca                    | ∫  | |                                                                                   |
| ∫  | Sajó utca 102.                 |    | 30 |                                                                                   |
| 20 | Virág utca                     |    | 30 |                                                                                   |
| 21 | Szamos utca                    |    | 30 |                                                                                   |
| 22 | Sajó utca / Farkasvermi utca   |    | 30 |                                                                                   |